# Asia-Pacific Broadcasting Union
Die Asia-Pacific Broadcasting Union (ABU) ist eine Arbeitsgemeinschaft verschiedener Rundfunkanbieter in 57 Ländern und Regionen des asiatisch-pazifischen Raumes, in dem über 3 Milliarden Menschen leben. Die ABU hat den Zweck, die Entwicklung des Rundfunks in den asiatisch-pazifischen Regionen zu helfen und die kollektiven Interessen ihrer Mitglieder zu fördern. Der Einzugsbereich der ABU erstreckt sich von der Türkei im Westen bis nach Samoa im Osten und von Russland im Norden nach Neuseeland im Süden. Die 1964 gegründete Organisation hat ihren Sitz in Kuala Lumpur, Malaysia. 
Eine der ABU-Aktivitäten ist die Asiavision, ein täglicher Nachrichtenaustausch, der über Satellit in 20 Ländern in Asien gezeigt wird. Zudem koordiniert die ABU auch die Übertragung großer Sportveranstaltungen und führt eine breite Palette weiterer Aktivitäten durch. Zudem will sie die kollektiven Interessen der Fernseh- und Radiosender unterstützen und die regionale und internationale Zusammenarbeit zwischen den Sendern fördern.
Vollmitglieder müssen nationale Free-to-Air-Sender in der Region Asien-Pazifik sein. Es gibt jedoch auch eine assoziierte Mitgliedschaftskategorie, die offen ist für Provinz-Sender, Abo-Sender und nationale Veranstalter in anderen Teilen der Welt.

## Mitglieder

### Vollmitglieder
Vollmitglieder sind unabhängige Länder innerhalb der ABU-Rundfunkregion. Es gibt maximal zwei Vollmitglieder pro Land.
| Land                | Rundfunkanstalt                                        | Abkürzung      |
| ------------------- | ------------------------------------------------------ | -------------- |
| Afghanistan         | Radio Television Afghanistan                           | RTA            |
| Afghanistan         | Moby Capital Partners Ltd                              | Moby           |
| Ägypten             | National Media Authority                               | NMA            |
| Aserbaidschan       | İctimai Televiziya və Radio Yayımları Şirkəti          | İTV            |
| Australien          | Australian Broadcasting Corporation                    | ABC            |
| Australien          | Special Broadcasting Service                           | SBS            |
| Bangladesch         | Bangladesh Television                                  | BTV            |
| Bangladesch         | Bangladesh Betar                                       | BB             |
| Bhutan              | Bhutan Broadcasting Service                            | BBS            |
| Brunei              | Radio Television Brunei                                | RTB            |
| Fidschi             | Fiji Television                                        | FTV            |
| Indien              | All India Radio                                        | AIR            |
| Indien              | Doordarshan                                            | DDI            |
| Indonesien          | Radio Republik Indonesia                               | RRI            |
| Indonesien          | Televisi Republik Indonesia                            | TVRI           |
| Iran                | Islamic Republic of Iran Broadcasting                  | IRIB           |
| Japan               | Nippon Hōsō Kyōkai                                     | NHK            |
| Japan               | Tokyo Broadcasting System                              | TBS            |
| Jordanien           | Jordan Radio and Television Corporation                | JRTV           |
| Kambodscha          | National Television of Kampuchea                       | TVK            |
| Kasachstan          | Management Company Kazmedia Ortalygy LLP               |                |
| Katar               | Qatar Media Corporation                                | QMC            |
| Kirgisistan         | Public Broadcasting Corporation of Kyrgyz Republic     | KTR            |
| Kiribati            | Broadcasting and Publications Authority                | BPA            |
| Laos                | Lao National Radio                                     | LNR            |
| Laos                | Lao National Television                                | LNTV           |
| Malaysia            | Radio Televisyen Malaysia                              | RTM            |
| Malediven           | Maldives Broadcasting Corporation                      | MBC            |
| Mongolei            | TV5                                                    | TV5            |
| Mongolei            | Mongolian National Broadcaster                         | MNB            |
| Nepal               | Nepal Television                                       | NTV            |
| Nepal               | Radio Nepal                                            | RNE            |
| Neuseeland          | Television New Zealand                                 | TVNZ           |
| Osttimor            | Rádio e Televisão de Timor-Leste                       | RTTL           |
| Pakistan            | Pakistan Broadcasting Corporation                      | PBC            |
| Pakistan            | Pakistan Television Corporation                        | PTV            |
| Papua-Neuguinea     | National Broadcasting Corporation of Papua New Guinea  | NBC/PNG        |
| Papua-Neuguinea     | Media Niugini Limited                                  | MNL            |
| Philippinen         | People’s Television Network                            | PTNI           |
| Salomonen           | One News Limited                                       | One Television |
| Samoa               | Samoa Broadcasting Corporation                         | SBC            |
| Saudi-Arabien       | Saudi Arabian Radio and Television                     | SAB/SAR        |
| Singapur            | MediaCorp Singapore                                    | MediaCorp      |
| Sri Lanka           | Sri Lanka Broadcasting Corporation                     | SLBC           |
| Sri Lanka           | Sri Lanka Rupavahini Corporation                       | SLRC           |
| Südkorea            | Korean Broadcasting System                             | KBS            |
| Südkorea            | Munhwa Broadcasting Corporation                        | MBC            |
| Thailand            | National Broadcasting Services of Thailand             | NBT            |
| Thailand            | TV Pool of Thailand                                    | TPT            |
| Tonga               | Tonga Broadcasting Commission                          | TBC            |
| Türkei              | Türkiye Radyo ve Televizyon Kurumu                     | TRT            |
| Usbekistan          | National Television and Radio Company of Uzbekistan    | NTRC           |
| Vanuatu             | Vanuatu Broadcasting and Television Corporation        | VBTC           |
| Vietnam             | Vietnam Television                                     | VTV            |
| Vietnam             | Stimme Vietnams                                        | VOV            |
| Volksrepublik China | Radio and Television of the People’s Republic of China | RTPRC          |